# Heavy Metal Breakdown
Heavy Metal Breakdown je debitanski studijski album njemačkog heavy metal-sastava Grave Digger. Diskografska kuća Noise Records objavila ga je 20. listopada 1984. Glazba na albumu je pod snažnim utjecajem njemačkoga heavy metal sastava Accept i pjevača Uda Dirkschneidera.
Tehničkom je pogreškom pjevač Chris Boltendahl naveden kao autor tekstova i glazbe. Većinu tekstova napisao je Gerd Hanke, menadžer Grave Diggera.

## Popis pjesama
| 1. | »Headbanging Man«       | 3:37 |
| 2. | »Heavy Metal Breakdown« | 3:42 |
| 3. | »Back from the War«     | 5:35 |
| 4. | »Yesterday«             | 5:06 |

| Strana B | Strana B                                              | Strana B | Strana B | Strana B | Strana B | Strana B | Strana B | Strana B | Strana B |
| Br.      | Skladba                                               | Trajanje |          |          |          |          |          |          |          |
| -------- | ----------------------------------------------------- | -------- | -------- | -------- | -------- | -------- | -------- | -------- | -------- |
| 5.       | »We Wanna Rock You«                                   | 4:17     |          |          |          |          |          |          |          |
| 6.       | »Legion of the Lost«                                  | 4:54     |          |          |          |          |          |          |          |
| 7.       | »Tyrant«                                              | 3:17     |          |          |          |          |          |          |          |
| 8.       | »2000 Light Years from Home« (obrada Rolling Stonesa) | 2:54     |          |          |          |          |          |          |          |
| 9.       | »Heart Attack«                                        | 3:16     |          |          |          |          |          |          |          |
| 36:38    |                                                       |          |          |          |          |          |          |          |          |

## Zasluge
Grave Digger
- Chris Boltendahl – vokali, produkcija
- Peter Masson – gitara
- Willi Lackmann – bas-gitara, koncept naslovnice
- Albert Eckardt – bubnjevi

Dodatni glazbenici
- Dietmar Eillhardt – klavijature (na pjesmi "Yesterday")

Ostalo osoblje
- Bernd Gansohr – naslovnica albuma
- Jürgen Müller – fotografije
- Karl-Ulrich Walterbach – produkcija
- Harris Johns – inženjer zvuka, miks, mastering